# 人因工程学

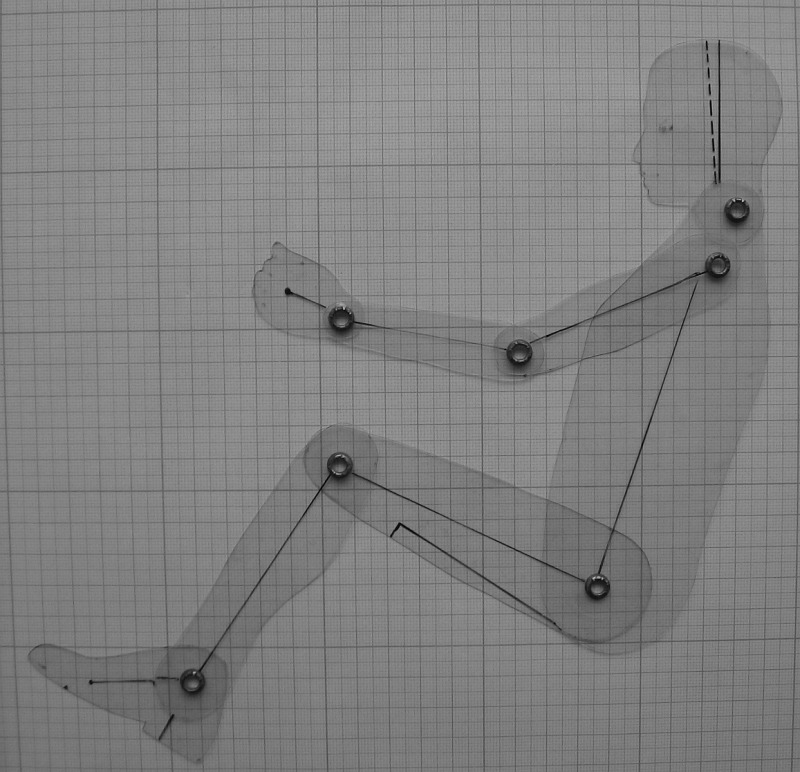
汽車人體工學設計模板

人體工學（又称人类工效学、人机工程学、人因工程學、人因学）是一门重要的工程技术学科，為管理科学中工业工程专业的一个分支，是研究人和机器、环境的相互作用及其合理结合，使设计的机器和环境系统适合人的生理及心理等特点，达到在生产中提高效率、安全、健康和舒适目的的一门科学。其中侧重于研究人对环境的精神认知称为cognitive ergonomics或human factors，而侧重于研究环境施加给人的物理影响称为physical ergonomics或occupational biomechanics。作为一门综合边缘学科，它的研究和应用范围非常广泛，因此人们试图从各种角度命名和定义它。

## 命名由來
Ergonomics一词是由希腊词根“ergon”（意思是工作、劳动）和“nomos”（意思是规律、规则）复合而成，本义是人的劳动规律。而在世界范围内，人因工程学的命名并不统一，不过有少数命名法獲广泛采用。在中国大陆，“人机工程学”、“工效学”、及“工程心理学”都有不同领域的研究者使用。近年来，“人因学”一詞的使用有增多的趋势。
下面是常用（但不是全部）命名表：

### 命名表
| 英文                     | 中文译名     | 使用范围           |
| ------------------------ | ------------ | ------------------ |
| Ergonomics               | 人类工效学、 | 欧洲、世界其他国家 |
| Human Factors            | 人体学       | 美国               |
| Human Factor Engineering | 人因工程学   | 美国               |
| Human Engineering        | 人类工程学   | 某些学者           |
| Engineering Psychology   | 工程心理学   | 主要是心理学家     |

## 定义
國際人因工程學協會（International Ergonomics Association，简称IEA）将人因工程學（Ergonomics）定义为：
人因工程學是研究人在某种工作环境中的解剖学、生理学和心理学等方面的各种因素；研究人和机器及环境的相互作用；研究在工作中、家庭生活中和休假中怎样统一考虑工作效率、人的健康、安全和舒适等问题的学科。
 — International Ergonomics Association
还有其他一些从不同角度出发的、关注重点不同的定义。从这些不同的定义可以发现一些共同的元素：
- 研究内容：人-机器-环境系统的相互关系。
- 研究方法：深入研究人的能力和行为（生理的、心理的），把成果用于设计和改善机器和环境。
- 研究目的：使机器和环境适应人的需要，这些需要包括：提高工作和生产效率；保障人的健康、安全和舒适。

这些共同的元素表明，尽管命名和定义并不统一，但它们都指涉同一学科。

## 分类
在人因工程學的內涵上主要分為三個領域：第一、身體人因工程（physical ergonomics）：主要探討的是解剖學、人體測量學、生理學、生物機械力學等因素與身體活動的影響，從而設計出合乎這些條件之工作環境，達到最適合勞工工作之安全條件。當職場系統之元素不合乎人因工程學之設計時，最常會造成勞工之骨骼肌肉疾病、也常會發生職場之環境安全的問題。第二、認知人因工程（Cognitive Ergonomics）：這部分牽涉到洞察力、記憶力、推理、及動作反應。與勞工有關的是心智負荷過重、決策的判斷、技能的熟練、工作壓力，相關的影響為需操作電腦的工作。第三、組織人因工程（Organizational Ergonomics）：牽涉到組織架構、社會技巧及團隊等。
人因工程學也可以分为两研究階段：工作环境人因工程以及人因工程設計。前者目标主要是设计和设定工作者的工作环境，减低工作者的工作压力并提高工作效率；后者为产品设计提出友善的操作界面以及舒适的外形，使用户更舒适和加入美学设计因素，工作环境工效的设计常把工作者视作独立个体。与之相对应，在产品工效设计，使用者会以人体模型的形式出现，此时设计者須考虑人体生理和心理因素变化，如手臂长度的均值和方差数据。

### 身體人因工程（Physical ergonomics）
身體人因工程與人體解剖學、和生理活動相關的一些人體測量學、生理學及生物力學特徵有關，相關的議題包括：工作的姿勢、材料的處理、重複的動作、因工作而引起的肌肉骨骼傷病（work-related musculoskeletal disorders，WMSD）、工作場所的設計、安全與健康。身體人因工程的原理已廣泛應用於消費產品和工業產品的設計，可透過減少機械誘發的急性和慢性肌肉骨骼損傷或障礙背後的機制，以優化性能和預防或治療與工作相關的障礙。身體人因工程對於患有生理病的人來說很重要，例如關節炎（慢性和暫時性）或腕隧道症候群，因為對於受這些疾病影響的人，可能會導致設備無法使用；而對於未受這些疾病影響的人，微不足道或難以察覺的壓力也可能會很痛苦。許多符合身體人因工程設計的產品現已用於或推薦用於治療或預防這些疾病，及治療與壓力有關的慢性疼痛。

### 認知人因工程（Cognitive ergonomics）
認知指的是處理訊息的心理過程，因此國際人因工程學協會對於「認知人因工程」定義：此面向關注的是人的心理過程，如知覺、記憶、推理和運動反應等，影響人與系統其他元素之間的交互關係。為確保人類需求、能力和限制與工作、產品、環境之間的適當互動的學門。
相關的研究議題有心理工作負荷（mental workload）、設計決策、熟練展現技巧（skilled performance）、人機互動（human-computer interaction）、工作壓力（work stress）、人機介面。近年來隨著生活品質提升，加入使用者體驗，認知人因工程研究發展領域，由早期研究著重於人機系統的相關議題，之後2010年轉以「人」為出發點，強調以人的需求為設計的出發點，研究面向擴及人類訊息處理與決策行為、視覺、傳達與感性設計等。
認知人因工程的應用源自於人類的認知能力、感知、注意力、解決問題的技能、記憶等，在許多情況下會受到限制，並且可能受到個體差異的影響。而且人類經驗累積、程序知識的學習，更需要長時間的學習與克服認知上的限制。因此，認知人因工程學的目標是設計工作條件和環境，以增強認知功能和人類工作表現，避免不必要的危害，幫助人類解決因認知而造成的障礙問題，從而提高工作效率、安全和健康。

### 組織人因工程（Organizational ergonomics）
關注社會技術系統的優化，改善工作流程及優化結構。包括其組織結構、政策和流程、溝通、團隊合作、工作設計和管理。組織人因工程結合了從工作環境其他領域的專業知識，如身體和認知人體工程學，以優化整個組織的安全性和效率。美國商業資訊解釋組織人因工程的目的為「找到優化團隊合作、改善溝通、增加產量和提高產品整體質量的方法。」可透過標準化訓練、透過雲端大數據分析、或是精益製造技術等方式，可以達到目的。在任何組織中，都有幾個因素會影響員工的生產力。由於生產力直接影響了公司的盈利，因此每位雇主都應該關注人因問題。

## 学科的历史

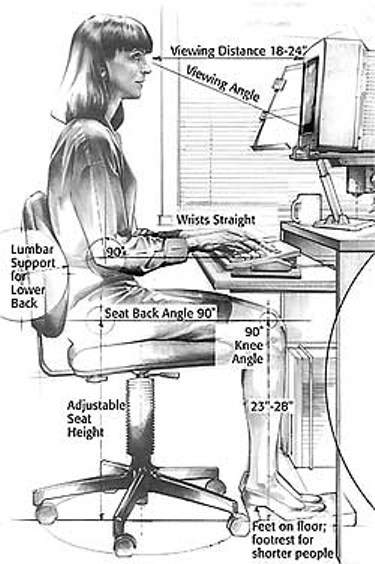
辦公室人體工學。

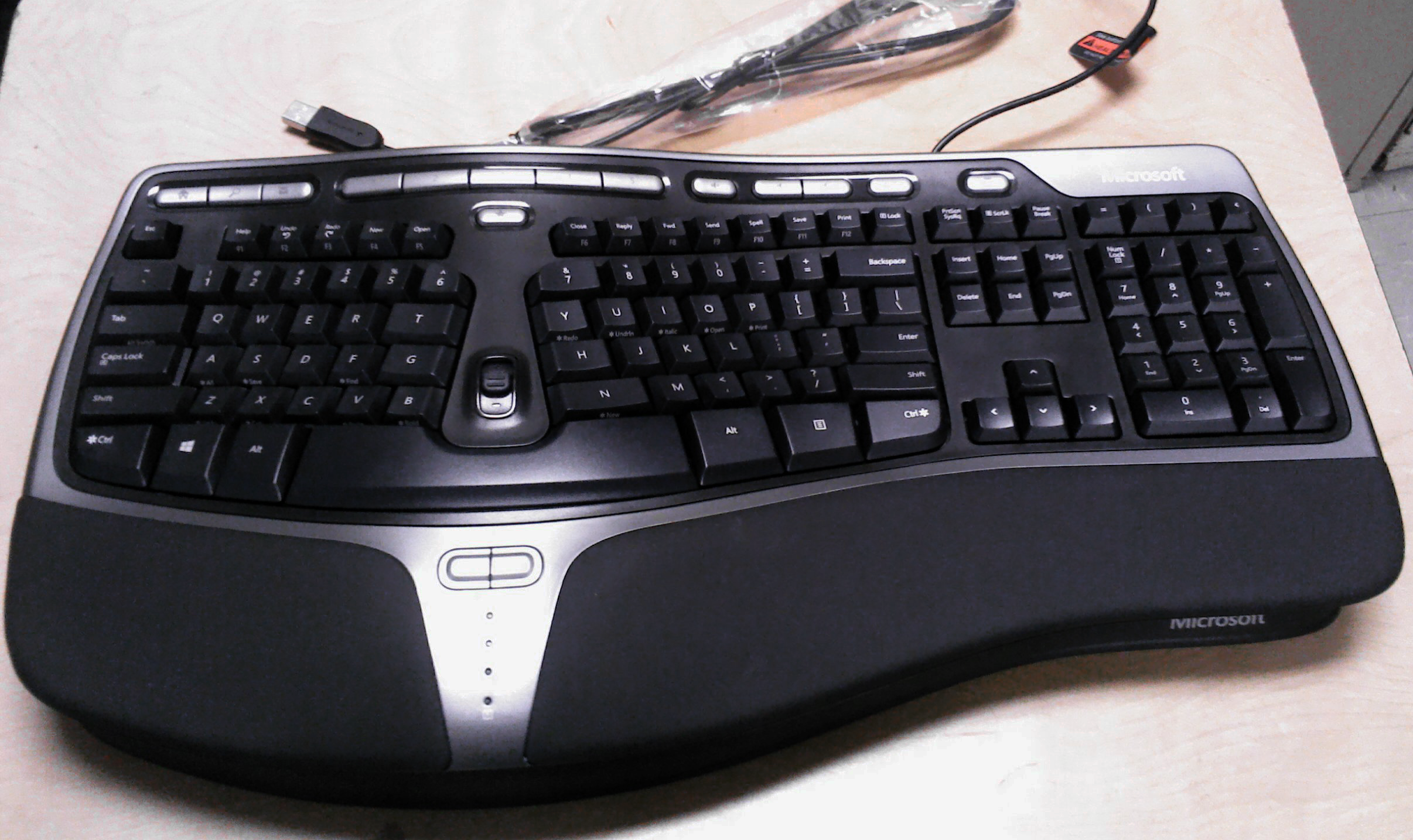
符合人因工程学的键盘。

### 早期（19世纪末—20世纪初：第二次世界大战前）
这时期机械设计对人机关系得考虑是通过选择和培训使人适应于机器，满足工作的需要，研究偏重心理学角度。
20世纪早期，Frank和Lillian Gilbreth兩夫妇开始研究人體动作，例如他们对於外科手术过程的研究成果直到今天还在使用，可說是人因工程学领域的先驱。

### 转变期（第二次世界大战期间—60年代）
开始重视人的因素，意识到使机械和程序适应人的要求的重要性。二战期间，主要研究和应用领域是军事领域。研究者逐渐认识到除心理学外的生理学、人体测量学、生物力学等学科知识对于研究和运用人因工程学的重要性。战后，研究与应用扩展到工业与工程设计，如飞机、汽车和机械设计。
1949年，Chapanis等人出版了第一部人因工程学著作《应用实验心理学：工程设计中的人因》。

### 发展壮大期（1960年代之后）
主要表现为：研究方向的变化，从重视“人因”发展到把“人—机器—环境”系统看作统一的整体来研究；研究和应用扩大到医学和计算机等领域；涉及的专业和学科有解剖学、生理学、心理学、工作与工程设计、工作研究、長時間辦公／電腦用的工學椅／人體工學椅]研究、建筑与照明工程、管理工程和工业卫生学等专业领域，并与计算机技术相结合。
1961年，國際人因工程學協會（IEA）成立，该组织为推动世界人因工程學发展起了重大作用。

## 相關設計
- 鍵盤：人體工學鍵盤，分體鍵盤
- 滑鼠：垂直滑鼠，帶有拇指凹槽的滑鼠
- 椅子：戰機座椅、升降工作台
- 室內設計：
  - 櫃子：高櫃高緣不超過身高1.6倍，以便拿取物品
  - 門把：水平鎖，方便握力不足與持物時開門
  - 電腦桌不帶抽屜以便使用電腦時轉身離座
  - 沙發：座面闊度起碼48厘米，太窄，即使能勉強坐進去也會感覺擁擠。坐面深度應在48至60厘米間，過深就無法自然下垂小腿，腿肚受壓；過淺就會感覺坐不住。座面高度應在36至48厘米間，過高就像坐在椅子上，感覺不舒適；過低就會感到坐下再站起很難。

## 連結

### 亞洲
- 中華民國人因工程學會（页面存档备份，存于）
- 中国人类工效学学会（页面存档备份，存于）
- 香港人類工效學學會HKES（页面存档备份，存于）

### 歐美
- International Ergonomics Association (Switzerland)（页面存档备份，存于）
- Chartered Institute of Ergonomics & Human Factors (UK)
- Human Factors and Ergonomics Society (US)（页面存档备份，存于）
- The National Institute for Occupational Safety and Health (NIOSH) (US)（页面存档备份，存于）
- Board of Certification in Professional Ergonomics (BPCE) (US)（页面存档备份，存于）

### 其他
- Ergoweb's News, Information and Ergonomics Community Resources（页面存档备份，存于）
- Human Factors and Ergonomics resources（页面存档备份，存于）
- NIOSH Topic Page on Ergonomics and Musculoskeletal Disorders（页面存档备份，存于）
- (科普型文章)Taiwan 2.0 >>人因（页面存档备份，存于）
- Ergonomic Resources（页面存档备份，存于）